# Glicirrizina
La glicirrizina è un glicoside saponinico tri-terpenoide che rappresenta il principio attivo dell'estratto di liquirizia. In forma acida non è particolarmente solubile in acqua, ma il suo sale di ammonio risulta solubile per valori di pH > 4.5.
In ambito farmacologico questo composto viene sfruttato come espettorante e come gastroprotettore nell'ulcera peptica. Trova anche utilizzo come dolcificante alimentare, essendo fino a 50 volte più dolce del saccarosio e rispetto al quale il gusto dolce viene percepito più tardi ma rimane più a lungo in bocca. Rispetto al dolcificante sintetico aspartame continua a conferire gusto dolce anche in seguito a riscaldamento. Effetti collaterali dovuti a sovradosaggio sono l'ipertensione e l'edema, dovuti all'accumulo di ioni sodio e acqua. La glicirrizina inibisce l'enzima 11beta-idrossisteroide deidrogenasi il quale, in una situazione fisiologica, catalizza la formazione di cortisone (forma meno attiva) a partire dal cortisolo (forma attiva). Il cortisolo può agire similmente all'aldosterone sui recettori mineralcorticoidi, con conseguente aumentato riassorbimento di sodio e acqua nel tubulo collettore renale. L'uso è comunque sconsigliato per chi soffre di ipertensione arteriosa.
L'American Journal of Epidemiology ha pubblicato un articolo in cui le viene attribuito un aumento della probabilità di disordini cognitivi e del comportamento nei bambini di donne che ne abbiano fatto un largo consumo in gravidanza: secondo Seckl e Katri Räikkönen, del dipartimento di psicologia dell'Università di Helsinki, la glicirizzina può danneggiare la placenta, lasciando passare alcuni ormoni legati allo stress che vengono prodotti dall'organismo della madre.